# Jezioro Liniewskie
Jezioro Liniewskie (kaszb. Jezoro Lëniewsczé) – przepływowe jezioro rynnowe położone na południowo-wschodnim skraju Pojezierza Kaszubskiego ("Polaszkowski Obszar Chronionego Krajobrazu") w powiecie kościerskim (województwo pomorskie).
Powierzchnia zwierciadła wody według różnych źródeł wynosi od 41,0 ha do 45,4 ha.
Zwierciadło wody położone jest na wysokości 135,2 m n.p.m. lub 135,8 m n.p.m. Średnia głębokość jeziora wynosi 3,4 m, natomiast głębokość maksymalna 8,0 m.
Jezioro leży na zachód od Liniewa i jest częścią akwenu jezior Polaszkowskich.